# 鄧弗里斯
鄧弗里斯（英語：Dumfries）是英國蘇格蘭的一座城鎮，邓弗里斯郡郡治，在行政區劃上屬於丹佛里斯-蓋洛威。鄧弗里斯曾是民政教区，也曾是一座市鎮。鄧弗里斯有南方皇后的別稱。

## 名人
- J·J·百德新